# Dom Polski „Ul”
Dom Polski „Ul” – murowany budynek u zbiegu ulic Korfantego i Sokoła wzniesiony w 2. połowie XIX Wieku w Bytomiu, w latach 1910–1922 siedziba szeregu organizacji społecznych i kulturalnych walczących o zachowanie polskości na Górnym Śląsku , ujęty w gminnej ewidencji zabytków Bytomia. Decyzją z 14 maja 2024 wpisany do rejestru zabytków nieruchomych województwa śląskiego.

## Pochodzenie nazwy
Poza pełnieniem funkcji siedziby organizacyjnej budynek był miejscem spotkań Polaków w niemieckim Górnym Śląsku, dyskusji i rozmów prowadzonych po polsku, zabaw i śpiewu. Było tam gwarno i rojno jak w ulu, stąd nazwa „Ul”.

## Historia

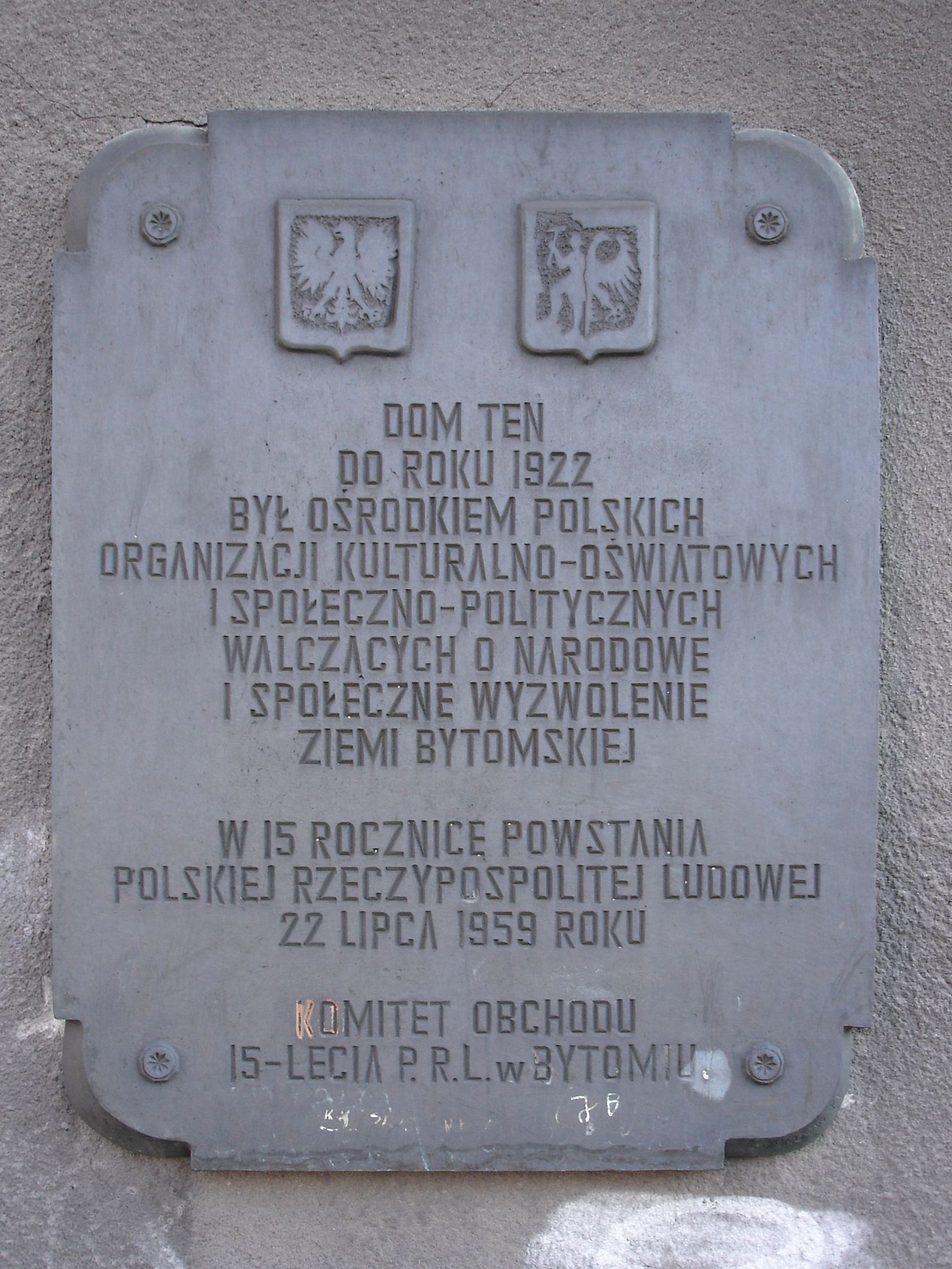
Tablica pamiątkowa z 1959 roku na budynku (2016)

Budynek został wzniesiony pod koniec XIX wieku, około 1880 roku, działał jako restauracja. Później dobudowano do niego nieistniejącą obecnie dużą salę widowiskową. W 1910 roku całość została nabyta przez drogistę Michała Wolskiego. Od tego czasu w budynku odbywały się przedstawienia, uroczystości i zebrania, przygotowywano tu również działania zbrojne w I powstaniu śląskim. 
W 1921 roku Wolski sprzedał Ul. Po 1922 roku działalność Towarzystwa Ul została zawieszona .
Budynek nadal mieścił restaurację, przez jakiś czas należał do niemieckich komunistów. Mieściła się w nim również hitlerowska siedziba związków zawodowych, a od 1938 roku – kino, po adaptacji sali widowiskowej.
Kino zostało spalone przez Sowietów w 1945 roku. Po II wojnie światowej w części budynku znajdowało się przedszkole. 
W 1978 roku właścicielem Ula zostało Muzeum Górnośląskie w Bytomiu.

### Właściciele posesji
- przed 1893 – inżynier Kramer
- 1893-1894 – architekt Sobociński
- 1894-1906 – Franz Bonsch
- 1906-1912 – M. Friedländer
- 1912-1921 – Michał Wolski – udostępnienie budynków Towarzystwu „Ul”
- po 1922 – j. pol. Górnośląskie Towarzystwo Akcyjne Browarów.

### Działalność Towarzystwa „Ul”
Na tej samej działce znajdowały się oprócz ocalałego budynku jeszcze zabudowania gospodarcze oraz restauracja ze sceną o wymiarach 14×7 m. 
Siedziba organizacji: Polskie Towarzystwo Gimnastyczne „Sokół” (w latach 1910–1921), Związek Towarzystw Polek, Zjednoczenie Zawodowe Polskie, Polskie Kółko Graficzne, chórów „Halka” i „Jedność”, teatru amatorskiego  (wystawił m.in. „Kordiana” J. Słowackiego i „Królową Jadwigę” St. Wyspiańskiego).
W okresie powstań śląskich według przekazów w „Ulu” odbierano przysięgę od powstańców.

### Po 1945
- lata 50 XX w. – przeznaczony do rozbiórki
- listopad 1956 – przerwano rozbiórkę po apelu działaczy PTTK
- lata 60 XX w. i 70 XX w. – siedziba przedszkola
- 1978 – otwarcie Izby Tradycji i Perspektyw Miasta Bytom „Ul”, potem filia Muzeum Górnośląskiego
- piwiarnia
- od 2015 należy do Hufca ZHP Bytom[6]